# Chiesa di San Pietro (Montagut i Oix)
La chiesa di San Pietro (in catalano: Sant Pere de Montagut) è un luogo di culto cattolico che si trova a Montagut i Oix, in Catalogna.

## Storia

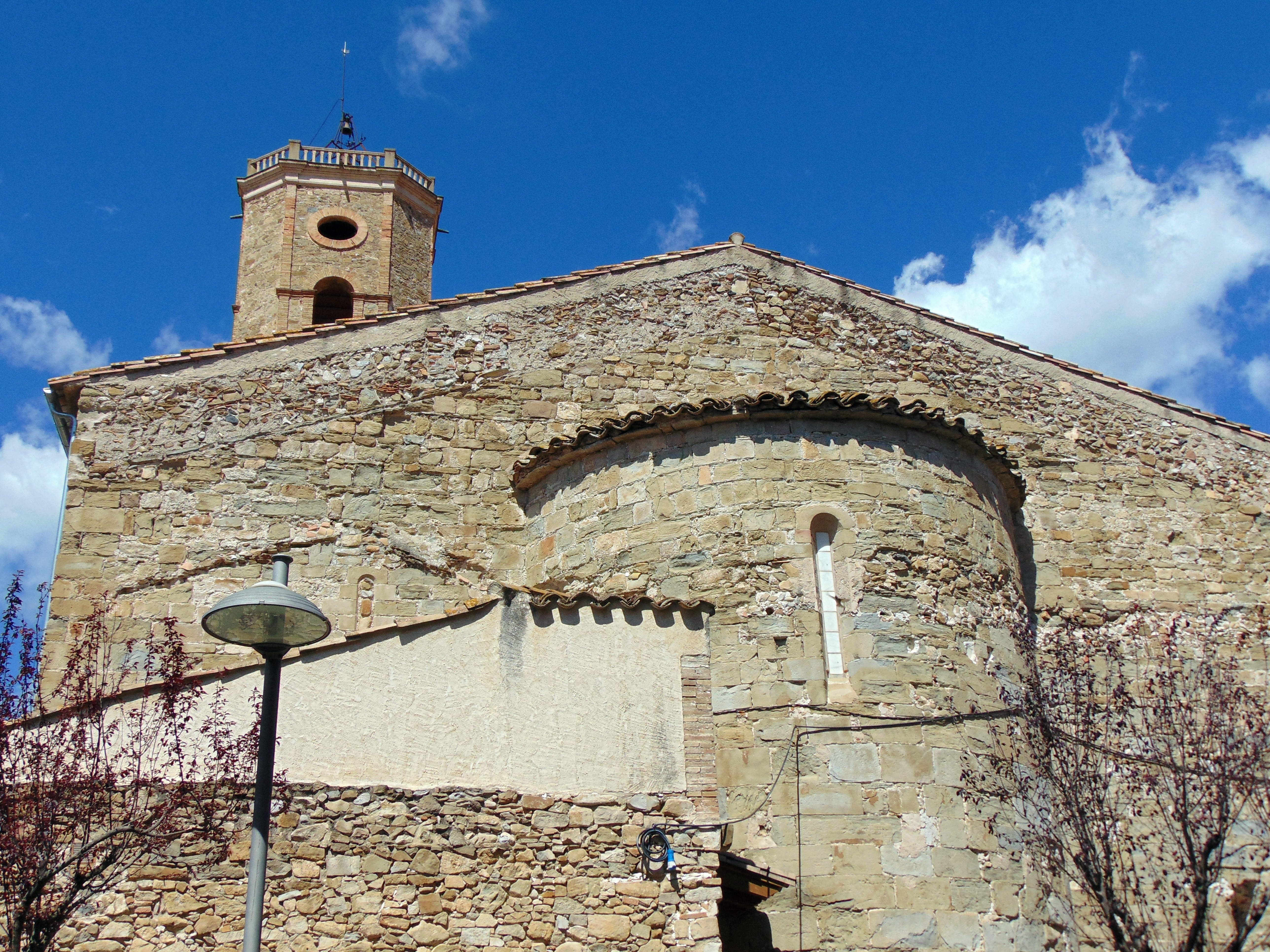
Parte absidale.

La prima citazione della chiesa risale al 965 e si riferisce ad una donazione al monastero di Sant Pere de Camprodon. Altre notizie sull'edificio sacro si ebbero nel 966, nel 969, nel 1004, nel 1105 sino ad arrivare a tempi più recenti. Nel 1826 Dionisio Castaño Bermúdez, vescovo di Gerona  vi si recò in visita pastorale. Sino al 1936 all'interno era conservata la pala d'altare raffigurante San Pietro, opera di Pere Mates del XVI secolo. Il dipinto venne poi spostato nel Museo Diocesano di Gerona.